# Vila Cova de Perrinho
Vila Cova de Perrinho is een plaats (freguesia) in de Portugese gemeente Vale de Cambra en telt 459 inwoners (2001).